# Litoria longirostris
Litoria longirostris là một loài ếch thuộc họ Pelodryadidae.
Đây là loài đặc hữu của Úc.
Môi trường sống tự nhiên của chúng là rừng ẩm vùng đất thấp nhiệt đới hoặc cận nhiệt đới, sông có nước theo mùa, và đầm nước ngọt có nước theo mùa.
Chúng hiện đang bị đe dọa vì mất môi trường sống.